# Каладзе, Карло Ражденович
Карло Ражденович Каладзе (16(29) марта 1904, деревня Эцери, Кутаисская губерния — 1988) — грузинский советский поэт, писатель и драматург. Заслуженный деятель искусств Грузинской ССР.
Один из зачинателей грузинской пролетарской поэзии.

## Биография и творчество
Печататься начал с 1922 в журнале «Момавали» («Будущее»). В 1925 вошёл в литературную группу «Пролемаф» («Новый фронт пролетарской литературы»). Первая книга стихов опубликована им в 1926. Стал членом Грузинской ассоциации пролетарских писателей. Член ВКП (б) с 1939 года.
В первых стихах воспевал революционную борьбу за укрепление диктатуры пролетариата.
К. Каладзе — автор сборников стихов, прозаических произведений и пьес, сыгравших значительную роль в развитии грузинской драматургии и театра.
Создал поэтические картины советской Грузии («Вызов Востока», 1926; «Дарьял», 1926; «Песня всадника», 1927, и др.). В цикле стихов «Хертвисские рассветы», «Думы» и других отображено строительство социализма в СССР. Поэма «Учардиони» (1933) посвящена коллективизации сельского хозяйства в Грузии. Героические темы Великой Отечественной войны 1941‒1945 легли в основу поэтического цикла «Встречи на ратном поле» (1942).
В поэзии К. Каладзе нашла отражение тема дружбы народов в СССР («Москвичи», «Песни на берегу Днепра», «Мы хотим мира», «Страницы скал: стихи разных лет» (1964) и др.).
Издал ряд сборников лирической поэзии («Книга лирики», 1963).
Автор драматических произведений. В своих пьесах разрабатывал вопросы революционного движения («Как»), культурной революции («Хатидже») и другие проблемы советского строительства (пьесы «Как это было» (1929) о революции 1905 года, «Хатидже» (1930) о раскрепощении женщины постановка К. Марджанишвили в Кутаисском театре, «Дом на берегу Куры» (1931), «Комедия одной ночи» (постановка 1945), «Лали» (1953, Театр им. Марджанишвили) о воспитании молодёжи и другие).

## Награды
- орден Октябрьской Революции (03.06.1977)
- 2 ордена Трудового Красного Знамени (17.04.1958; 06.04.1967)
- орден «Знак Почёта» (24.02.1941)[2]
- медали
- Заслуженный деятель искусств Грузинской ССР